# مايك باول (لاعب كريكت)
مايك باول (بالإنجليزية: Mike Powell)‏ (3 فبراير 1977 في المملكة المتحدة - ) هو لاعب كريكت بريطاني. لعب مع نادي مقاطعة غلاموركن للكريكت ‏ وKent County Cricket Club ‏ ونادي مارليبون للكريكت ‏.

## وصلات خارجية
- مايك باول على موقع إي آس بي آن كريك إنفو (الإنجليزية)